# Slittino ai X Giochi olimpici invernali - Doppio
Nello slittino ai X Giochi olimpici invernali la gara del doppio si è disputata il giorno 18 febbraio nella località di Villard-de-Lans.

## Classifica di gara
| Pos.    | Squadra           | Equipaggio                          | 1ª manche | 2ª manche | Tempo Finale |
| ------- | ----------------- | ----------------------------------- | --------- | --------- | ------------ |
| Oro     | Germania Est I    | Klaus-Michael Bonsack Thomas Köhler | 47"88     | 47"97     | 1'35"85      |
| Argento | Austria I         | Manfred Schmid Ewald Walch          | 48"16     | 48"18     | 1'36"34      |
| Bronzo  | Germania Ovest I  | Wolfgang Winkler Fritz Nachmann     | 48"58     | 48"71     | 1'37"29      |
| 4       | Germania Ovest II | Hans Plenk Bernhard Aschauer        | 48"70     | 48"91     | 1'37"61      |
| 5       | Germania Est II   | Horst Hörnlein Reinhard Bredow      | 48"80     | 49"01     | 1'37"81      |
| 6       | Polonia I         | Zbigniew Gawior Ryszard Gawior      | 49"01     | 48"84     | 1'37"85      |
| 7       | Austria II        | Josef Feistmantl Wilhelm Biechl     | 48"81     | 49"30     | 1'38"11      |
| 8       | Italia I          | Giovanni Graber Enrico Graber       | 49"01     | 49"14     | 1'38"15      |
| 9       | Polonia II        | Lucjan Kudzia Stanisław Paczka      | 49"09     | 49"08     | 1'38"17      |
| 10      | Italia II         | Ernesto Mair Sigisfredo Mair        | 49"10     | 49"57     | 1'38"67      |
| 11      | Francia           | Georges Tresallet Ion Pervilhac     | 49"97     | 49"29     | 1'39"26      |
| 12      | Cecoslovacchia I  | Horst Urban Roland Urban            | 50"46     | 50"02     | 1'40"48      |
| 13      | Svezia            | Ivar Bjare Jan Nilsson              | 51"04     | 50"52     | 1'41"56      |
| 14      | Cecoslovacchia II | Jan Hamřík František Halíř          | 51"85     | 50"85     | 1'42"10      |
| -       | Stati Uniti       | Mike Hessel Jim Moriarty            | Rit.      | -         | -            |